# Cavalerie de citoyens
 (avril 2010).
Si vous disposez d'ouvrages ou d'articles de référence ou si vous connaissez des sites web de qualité traitant du thème abordé ici, merci de compléter l'article en donnant les références utiles à sa vérifiabilité et en les liant à la section « Notes et références ».
Sauf précision contraire, les dates de cet article sont sous-entendues « avant l'ère commune » (AEC), c'est-à-dire « avant Jésus-Christ ».
Les citoyens carthaginois formèrent une partie significative de la cavalerie punique, différenciée des cavaleries libyennes, cantabres et numides. Inspirés des Hetairoi (hétaires ou compagnons d'Alexandre le Grand, ils consistaient en une authentique cavalerie lourde, mêlée d'état-major, garde du commandant en chef et école d'officiers. Les citoyens qui souhaitaient faire une carrière militaire pouvaient rejoindre la cavalerie des citoyens ou le bataillon sacré.

## Description
Les citoyens phéniciens de Carthage ont décidé qu'ils étaient trop peu nombreux pour constituer une partie importante de l'armée régulière de la cité de Carthage. Leurs richesses ont permis à ces derniers d'engager de vastes quantités de mercenaires pour combattre pour eux. Pour cette raison, la plupart des citoyens de Carthage ne se battent que quand il y a une nécessité pour la défense de la cité de Carthage elle-même.
Les citoyens de Carthage ont une tradition d'être recrutés dans la cavalerie quand ils sont issus de la petite aristocratie. Ils sont de bons cavaliers, avec un bon équipement. Ils sont armés d'une lance (une xyston grec), ce qui rend leur charge très dangereuse. Ils sont très disciplinés et ont un moral élevé, parce qu'ils se battent pour leur patrie. Ils ont des difficultés à combattre la cavalerie lourde ou bien des lanciers, en raison de leur manque d'un bouclier et leur faible armure. Elles sont mieux utilisées comme cavalerie de choc, et avec leurs chevaux rapides issus d'un croisement des races ibériques et numides, ils forment vraiment une cavalerie d'élite.

## Historique
Ces hommes ont été d'une grande utilité dans la guerre contre les Mamertins qui précéda la première guerre punique. Carthage n'a d'ailleurs pas utilisé ses citoyens en dehors des unités militaires d'élite, sauf s'il y avait un besoin urgent de le faire. Ils ont notamment été utilisés lors de l'invasion romaine de la première guerre punique et à la bataille de Zama. 
À Zama en -202, la cavalerie citoyenne punique ne peut réunir plus de 1 000 cavaliers, qui se placèrent sur le flanc gauche du dispositif tactique d'Hannibal, tandis que sur le flanc droit étaient réunis les 2 000 Numides commandée par le vieux roi des Massæsyles, Syphax. Face aux citoyens, se trouvaient 2 000equites de Caius Laelius, tandis que 6 000 cavaliers numides de Massinissa, qui alors combattaient du côté romain, se plaçaient en face de leurs compatriotes. Devant l'infériorité numérique, leur unique mission consistait à empêcher l'encerclement de leurs troupes par le flanc. L'infériorité en troupes montées obligea les Carthaginois à repousser une charge frontale, un des rares espoirs qu'il avait de battre le dispositif de Publius Cornelius Scipio.Le combat commencé, la cavalerie punique, désorganisée en partie par quelques éléphants affolés par la douleur que leur causèrent les traits des vélites romains, fut rapidement vaincue et expulsée du champ de bataille par la cavalerie romaine, laissant sans protection le flanc de l'armée carthaginoise.